# Never Say Never: The Remixes
Pour les articles homonymes, voir Never Say Never.
Albums de Justin Bieber
My Worlds Acoustic
(2010) Under the Mistletoe
(2011)
Singles
Never Say Never: The Remixes est le second remix album par Justin Bieber. Sorti le 14 février 2011, l'album accompagne la sortie de son film, Justin Bieber: Never Say Never. L'album inclut des remixes de plusieurs chansons de son premier album, My World 2.0, en featuring avec plusieurs artistes comme Jaden Smith, Rascal Flatts, Usher, Chris Brown, Kanye West, Raekwon, et Miley Cyrus. En outre, une nouvelle piste est également inclus. La chanson Never Say Never, en collaboration avec Jaden Smith, qui est aussi la chanson thème pour le film The Karate Kid, et a été re-sorti comme le premier single de l'album le 25 janvier 2011.

## Liste des pistes
| 1. | Never Say Never (featuring Jaden Smith)                           | Adam Messinger, Nasri, Justin Bieber, Kuk Harrell, Jaden Smith, Omarr Rambert | The Messengers                   | 3:49 |
| 2. | That Should Be Me (Remix featuring Rascal Flatts)                 | Nasri, Adam Messinger, Luke Boyd                                              | The Messengers                   | 3:51 |
| 3. | Somebody to Love (Remix featuring Usher)                          | Bieber, Jeremy Reeves, Ray Romulus, Jonathan Yip, Heather Bright              | Benny Blanco                     | 3:43 |
| 4. | Up (Remix featuring Chris Brown)                                  | Nasri, Adam Messinger                                                         | The Messengers                   | 3:56 |
| 5. | Overboard (Live) (featuring Miley Cyrus)                          | J. Bieber, Midi Mafia, Dapo Torimiro, Taurian Shropshire                      | Midi Mafia, Dapo Torimiro        | 5:08 |
| 6. | Runaway Love (Kanye West Remix) (featuring Kanye West et Raekwon) |                                                                               |                                  | 4:47 |
| 7. | Born to Be Somebody                                               | Diane Warren                                                                  | Jan Smith, Brandon Blue Hamilton | 3:08 |

## Classements et certifications

### Classements hebdomadaires
| Classement (2011)              | Meilleure place |
| ------------------------------ | --------------- |
| Allemagne (Media Control AG)   | 72              |
| Australie (ARIA)               | 15              |
| Canada (Canadian Albums Chart) | 1               |
| Danemark (Tracklisten)         | 25              |
| Écosse (OCC)                   | 20              |
| Espagne (Promusicae)           | 5               |
| États-Unis (Billboard 200)     | 1               |
| France (SNEP)                  | 71              |
| Italie (FIMI)                  | 20              |
| Mexique (AMPROFON)             | 8               |
| Nouvelle-Zélande (RIANZ)       | 14              |
| Portugal (AFP)                 | 18              |
| Royaume-Uni (UK Albums Chart)  | 17              |
| Suisse (Schweizer Hitparade)   | 61              |

### Certifications
| Pays                            | Certification | Ventes/Équivalence |
| ------------------------------- | ------------- | ------------------ |
| Brésil (Pro-Musica Brazil)      | Platine       | 40 000             |
| Canada (Music Canada)           | Platine       | 80 000             |
| États-Unis (RIAA)               | Platine       | 1 000 000          |
| Moyen-Orient (IFPI Middle East) | Or            | 3 000              |